# Josephine Michiels (schip, 1858)
Het volschip Josephine Michiels was een Belgische driemaster-koopvaardijschip van de Antwerpse rederij Michiels-Loos.
Zijn thuishaven was Antwerpen en voer regelmatig in en uit de Bonapartesluis waar het zijn ligplaats had in het Bonapartedok, waar ook de rederijvestiging was. Het schip werd gebouwd in 1858. Met de opkomst van de stoomscheepvaart en raderschepen, werd de driemaster-volschip, dat alleen op zeilen voer, op het eind van de 19e eeuw gesloopt.